# Новосёлки (Вишовский сельсовет)
Новосёлки — деревня в составе Вишовского сельсовета Белыничского района Могилёвской области Белоруссии.
Ранее входила в состав Головчинского сельсовета.

## Инфраструктура
На территории деревни работает магазин, ранее функционировала школа. Функционирует предприятие по производству продуктов питания «Новосёлки(-агро)». На территории деревни располагается кладбище, а также как минимум 3 братских могил и/или воинских захоронений. В том же здании где располагается магазин, работает ФАП

## Общественный транспорт
Через Новосёлки проходят три автобусных маршрурта — № 204 (Могилёв — Личинка), № 205 (Могилёв — Говяды), № 2014 (Белыничи — Личинка).

## Географическое положение
Ближайшие населённые пункты: Николаевка, Браковщина, Степановка, Изобище.